# 田中碧
田中碧（日语：／ Tanaka Ao，1998年9月10日—），日本足球運動員，司職中場，現效力英超球隊列斯聯，日本國家足球隊成員。

## 俱樂部生涯
出身于川崎前锋青训的田中碧，2017年晋升一线队，并从2019年开始成为球队主力，上个赛季还入选了日职联赛最佳阵容。
2018赛季一出道就随队赢得日职冠军，2020赛季以主力身份帮助球队拿到联赛与天皇杯的冠军。
在2019年赛季的亚冠小组赛对阵悉尼FC的比赛中，他打进本队的第3球。在亚冠每周最佳球员的评选中，他以8.7分排名第四。
日职联赛官方宣布，川崎前锋中场小将田中碧当选了2019年赛季日职联赛的最佳年轻球员。
2021年6月29日，根据川崎前锋官方的消息，球队中场球员田中碧加盟了德乙俱乐部杜塞尔多夫，田中碧与杜塞尔多夫的合同签约至2022年6月30日。
德乙杜塞尔多夫官方宣布，球队已经正式签下从川崎前锋租借而来的田中碧，双方签下一份为期3年的合同。

## 國家隊生涯
2019年12月的2019年东亚杯上，田中碧首次入选日本国家足球队，并在对香港和韩国的比赛中首发出场。同年10月与巴西国奥队的友谊赛中，田中远射梅开二度，帮助日本国奥队3比2反败为胜。田中已经入选了日本国奥队参加东京奥运会的18人名单。
第一次代表日本队首发，田中碧就攻入了自己的国家队首球，帮助球队2-1击败澳洲。
2022年11月1日，田中碧入選日本隊2022年世界盃的26人名單。12月1日，田中碧接應三笘薰的傳中攻破西班牙隊大門，幫助球隊反勝2-1擊敗西班牙。

## 榮譽
川崎前鋒
- 日職J1聯賽冠軍：2017、2018、2020
- 天皇杯冠軍：2020
- 日本聯賽盃冠軍：2019
- 日本超級盃冠軍：2019、2021

利茲聯
- 英冠冠軍：2024–25

## 外部連結
- 田中碧在国际奥林匹克委员会的资料
- 田中碧的Instagram帳戶
- Profile at Kawasaki Frontale （页面存档备份，存于）
- Profile at J. League （页面存档备份，存于）